# Theridion albodecoratum
Theridion albodecoratum là một loài nhện trong họ Theridiidae.
Loài này thuộc chi Theridion. Theridion albodecoratum được William Joseph Rainbow miêu tả năm 1916.